# Maxe Baumann: Maxe in Blau
Maxe in Blau ist der sechste Schwank der Maxe-Baumann-Reihe aus dem Jahr 1981. Er wurde am 31. Dezember 1981 zum ersten Mal im Deutschen Fernsehfunk ausgestrahlt.

## Handlung
Als Max von seiner Nachtschicht in seine Wohnung zurückkehrt, trifft ihn fast der Schlag. Auf der Couch in seinem Wohnzimmer liegt Ramona Besenbrenner, die süße Bardame vom Lindeneck, dazu noch wenig bekleidet.
Max erfährt auch bald den Grund für ihr plötzliches Erscheinen: Ramona hatte bisher die Möglichkeit, bei ihrer Tante Paula zu wohnen und zu schlafen. Von dort flüchtete sie, da ihre Tante ständig versucht, sie mit ihrem zweiten Untermieter zu verkuppeln. Der ist aber alles andere als treu und ein lebenslustiger Herzensbrecher. Ramona hatte Baumanns Enkel Jens davon erzählt und er hatte sie kurzerhand bei seinem Opa auf der Couch untergebracht. Hertha Baumann hatte davon allerdings nichts mitbekommen, weil sie schon geschlafen hatte und nun ihre eigenen Schlüsse gezogen, als sie ihren Maxe mit Ramona auf der Couch sitzend vorgefunden hatte. Nach dieser Erklärung ist Hertha aber wieder versöhnt und Maxe kann nun erst einmal schlafen gehen.
Derweil erscheint Paula Zipfel und will ihre Nichte wieder zurückholen. Jens hatte ihr einen Zettel in den Briefkasten gesteckt, damit sie sich keine Sorgen macht. Paula lässt keinen Zweifel daran, dass ihr Untermieter Peschke der Richtige für ihre Nichte ist, schließlich hat sie dies in ihren Karten gelesen und die würden nicht lügen.
Max übernimmt die Sache und will sich den Vorstellungen Paulas über den zukünftigen Mann und die Zukunft ihrer Nichte entgegenstellen. Sein Plan: Auf dem anstehenden Maskenball will er mit Ramona einen passenden Mann für sie finden. Das gefällt sogar ihrer Tante Paula, die auch mitkommen will.
In der Zwischenzeit hat sich Ramona jedoch in Friedbert Kroll, einen schüchternen Radiomonteur, verliebt. Doch da hat Tante Paula ihrer Meinung nach auch noch ein Wörtchen mitzureden. Der Liebhaber hat nämlich einen entscheidenden Minuspunkt: Er wird bald eine eigene Wohnung bekommen, in die Ramona mit einziehen könnte. Dann aber würde Tante Paula allein in ihrer Wohnung wohnen. Das will Paula verhindern: Sie denkt sich einen wunderlichen Auftritt auf dem Maskenball aus, zu dem auch Ramona und Maxe, der ein blaues Kostüm trägt, gehen. Paula ist derart verkleidet, dass sie niemand erkennt und alle rätseln, wer die Frau wohl sein mag. Paula stützt sich nun sofort auf Friedbert Kroll als auch dieser zum Maskenball erscheint. Sie lässt ihm keine Chance zu Ramona zu gelangen, was diese ihm derart übel nimmt und sie sich streiten, woraufhin Kroll den Maskenball verlässt, dann aber doch wieder zu seiner Ramona zurückkommt.